# Runge (Familienname)
Runge ist ein deutscher Familienname.

## Herkunft und Bedeutung
Runge ist ein indirekter Berufsname.

## Namensträger

### A
- Adolph Runge (1816–1862), deutscher Mediziner und Abgeordneter des Vorparlaments
- Alfred Runge (Architekt, 1880) (1880–1961), deutscher Architekt
- Alfred Runge (Architekt, 1881) (1881–1946), deutscher Architekt
- Annelie Runge (* 1943), deutsche Filmschaffende
- Antje Runge (* 1970), deutsche Politikerin (SPD)

### B
- Bernd Runge (Fußballspieler) (1954–1980), deutscher Fußballspieler
- Bernd Runge (Verleger) (* 1961), deutscher Medienmanager und Verleger
- Björn Runge (* 1961), schwedischer Filmregisseur und Drehbuchautor

### C
- Carl Runge (1856–1927), deutscher Mathematiker und Physiker
- Christa Schnitzler-Runge (* 1938), deutsche darstellende Künstlerin
- Christopher Alexander Runge, deutscher Unternehmensberater, Unternehmer und Autor
- Christoph Runge der Ältere († 1607), deutscher Buchdrucker
- Christoph Runge der Jüngere (1619–1681), deutscher Drucker und Verleger
- Cierra Runge (* 1996), US-amerikanische Schwimmerin

### D
- Daniel Runge (Kanzler) (1561–1629), deutscher Rechtswissenschaftler und Kanzler von Pommern-Wolgast
- Daniel Runge (Lyriker) (1767–1856), deutscher Kaufmann, Reeder und Lyriker
- Daniel Runge (Pastor) (1804–1864), deutscher Theologe, Pastor und Politiker
- Daniel Nikolaus Runge (1737–1825), deutscher Schiffsreeder und Kaufmann
- David Runge (auch Rungius; 1564–1604), deutscher lutherischer Theologe
- Doris Runge (* 1943), deutsche Schriftstellerin

### E
- Eberhard Runge (vor 1518–nach 1533), deutscher Mönch, Provinzialminister der Ordensprovinz Saxonia der Franziskaner
- Eckart Runge (* 1967), deutscher Cellist und Hochschullehrer
- Erich Runge (* 1959), deutscher Physiker
- Erika Runge (1939–2023), deutsche Schriftstellerin und Regisseurin
- Ernst Runge (1890–1970), deutscher Politiker (FDP)

### F
- Ferdinand Runge (1835–1882), deutscher Militärarzt und Hydrotherapeut

- Franz Runge (Politiker) (1895–1983), Südtiroler Politiker (SVP)
- Franz Runge (Fußballspieler) (1904–1975), österreichischer Fußballspieler
- Franz Runge (Chemiker) (1893–1973), deutscher Chemiker
- Friedhelm Runge (1939–2024), deutscher Unternehmer und Sportfunktionär
- Friedlieb Ferdinand Runge (1794–1867), deutscher Chemiker
- Friedrich Runge (Theologe) (1559–1604), deutscher lutherischer Theologe
- Friedrich Runge (Kanzler) (1599–1655), deutscher Kanzler
- Friedrich Runge (Lehrer) (1855–1903), deutscher Gymnasiallehrer und Historiker
- Fritz Runge (Politiker) (1901–1990), deutscher Politiker (SPD)
- Fritz Runge (Botaniker) (1911–2000), deutscher Botaniker und Naturschützer

### G
- Gertrud Runge (1880–1948), deutsche Sängerin (Sopran)
- Gotthilf Ludwig Runge (1809–1854), deutscher Architekt und Kunsthistoriker
- Gustav Runge (1822–1900), deutscher Architekt
- Gustav Runge (Boxer), deutscher Boxer
- Gustav Ludwig Bernhard Runge (1809–1883), deutscher Ingenieur

### H
- Hans Runge (Ratsherr) (um 1430–1491), Rostocker Ratsherr
- Hans Runge (Mediziner) (1892–1964), deutscher Gynäkologe und Geburtshelfer
- Hans Runge (* 1962), deutscher Musiker, siehe Sahnie
- Hartwig Runge (Ingo Graf; * 1938), deutscher Schlagersänger
- Heiko Runge (1964–1979), deutscher Schüler, Opfer an der innerdeutschen Grenze
- Heinrich Runge (Heraldiker) (1817–1886), deutscher Konservator, Heraldiker und Politiker (DFP), MdR
- Heinrich Runge (Pädagoge) (1827–1899), deutscher Altphilologe und Schulleiter
- Herb Runge (1937–2017), deutscher Jazz- und Unterhaltungsmusiker
- Herbert Runge (1913–1986), deutscher Boxer
- Hermann Runge (1902–1975), deutscher Politiker (SPD)
- Hermann Runge (Gütermesser) (18. Jahrhundert–19. Jahrhundert), deutscher Unternehmer und Gütermesser
- Hermann Gustav Runge (1887–1942), deutscher HNO-Arzt
- Holger Runge (1925–2024), deutscher Künstler

### I
- Irene Runge (* 1942), deutsche Publizistin
- Iris Runge (1888–1966), deutsche Physikerin und Mathematikerin

### J
- Jacob Runge (1527–1595), deutscher lutherischer Theologe und Superintendent
- Jörg Runge (* 1972), deutscher Karnevalist, Büttenredner und Kommunikations- und Rhetoriktrainer
- Johann Runge (1926–2014), deutsch-dänischer Historiker
- Johann Heinrich Runge (1811–1885), deutscher Orgelbauer
- Johannes Runge (1878–1949), deutscher Leichtathlet
- Julius Runge (1843–1922), deutscher Marinemaler
- Jürgen Runge (Maler) (1929–1992), deutscher Maler
- Jürgen Runge (Präses) (* 1931), deutscher Chemiker und ehemaliger Präses der evangelischen Kirche der Kirchenprovinz Sachsen
- Jürgen Runge (Geograph) (* 1962), deutscher Geograph

### K
- Kurt Runge (Ruderer) (1887–1959), deutscher Ruderer
- Kurt Runge (Jurist) (1898–1972), deutscher Jurist
- Kurt Runge (Politiker) (1928–2007), deutscher Politiker (CDU), MdA Berlin

### L
- Linda Marlen Runge (* 1986), deutsche Schauspielerin und Musikerin
- Ludolph Heinrich Runge (1688–1760), deutscher Arzt, Physikus in Bremen

### M
- Manuela Runge (* 1959), deutsche Schriftstellerin
- Marcus Runge (1865–1945), deutscher Orgelbauer
- Mark Runge (1982–2021), deutscher Politiker (AfD)
- Martin Runge (Mediziner) (1949–2021), deutscher Mediziner
- Martin Runge (Politiker) (* 1958), deutscher Politiker (Bündnis 90/Die Grünen) und Publizist
- Max Runge (1849–1909), deutscher Mediziner (Gynäkologe)
- Max Runge (Theologe) (1898–1970), deutscher evangelischer Theologe und Autor
- Monika Runge (* 1950), deutsche Politikerin (Die Linke), MdL Sachsen

### N
- Norbert Runge (* 1956), deutscher Fußballspieler

### O
- Otto Sigismund Runge (1806–1839), deutscher Bildhauer

### P
- Paul Runge (1877–1948), deutscher Politiker (SPD)
- Peter-Christoph Runge (1933–2010), deutscher Sänger
- Philipp Otto Runge (1777–1810), deutscher Maler

### R
- Regula Runge (* 1989), deutsche BMX-Rennfahrerin
- Reinhard Runge (* 1948), deutscher Radsportler

### S
- Siegfried Runge (1884–1945), deutscher Generalmajor
- Stephan Runge (Künstler, 1947) (* 1947), deutscher Maler, Objektkünstler und Fotograf
- Stephan Runge (Künstler, 1962) (* 1962), deutscher Schauspieler, Musiker und Künstler

### U
- Uwe Runge (Jurist) (1940–2010), deutscher Jurist
- Uwe Runge (* 1952), deutscher Neurologe, Psychiater und Epileptologe

### W
- Wilhelm Runge (Mediziner) (1805–1863), deutscher Mediziner
- Wilhelm Runge (Schriftsteller) (1894–1918), deutscher Lyriker
- Wilhelm Runge (Elektroingenieur) (1895–1987), deutscher Elektroingenieur
- Wilhelm Runge (Grenzopfer) (1927–1955),  Todesopfer des DDR-Grenzregimes vor dem Bau der Berliner Mauer
- Woldemar Runge (1868–1937), deutscher Schauspieler, Opernsänger, Regisseur und Intendant
- Wolf Runge (1876–1945), deutscher Ingenieur und Politiker